# 今戸神社
今戸神社（いまどじんじゃ）は、東京都台東区今戸一丁目にある神社。

## 祭神
- 応神天皇
- 伊弉諾尊
- 伊弉冉尊
- 福禄寿

## 歴史

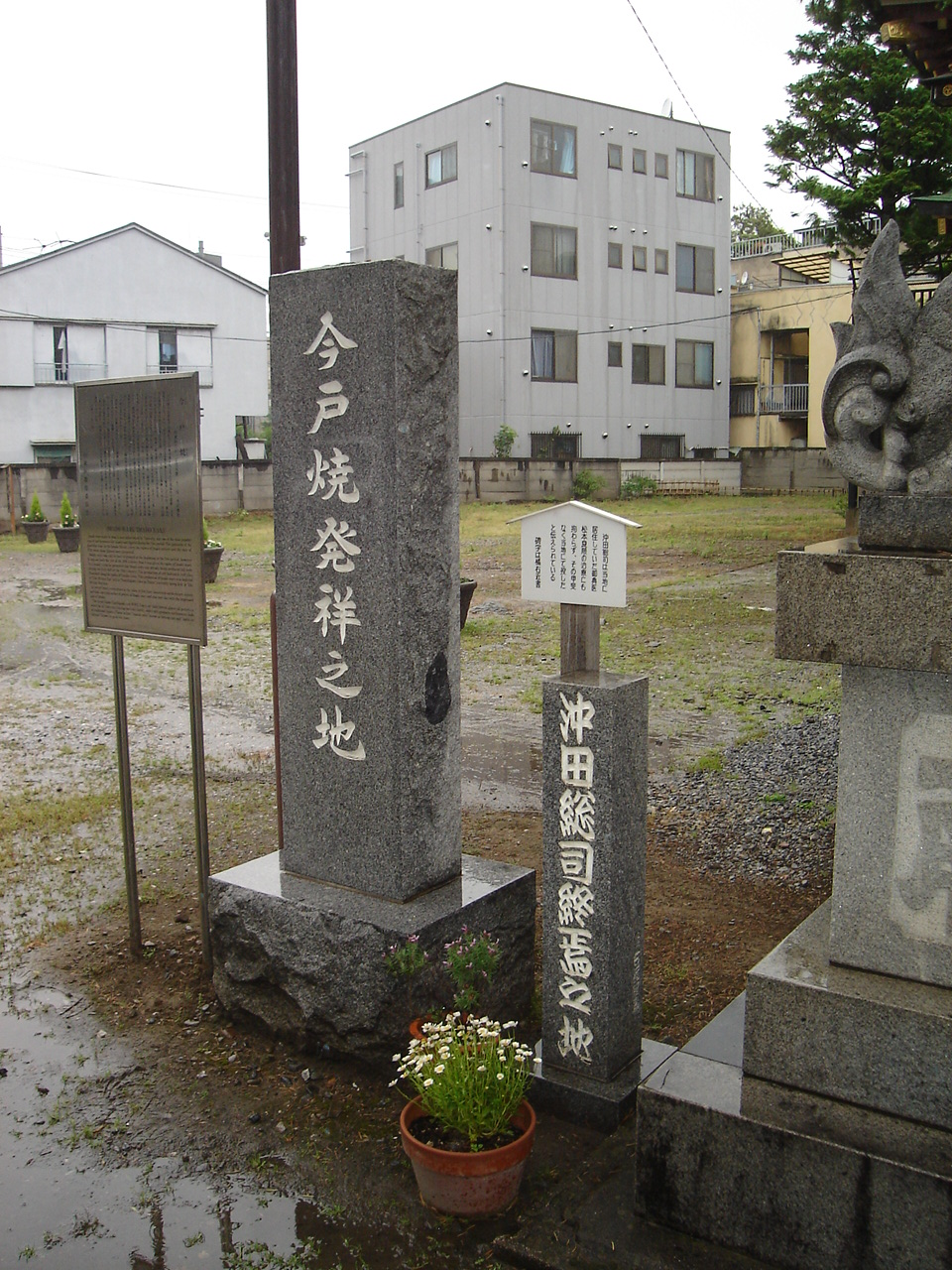
沖田総司終焉の地と今戸焼発祥の地の石碑

1063年（康平6年）に源頼義・義家親子が奥州討伐の折、京都の石清水八幡宮を当地に勧進し、祈願したのが始まりである。また1081年（永保元年）にも清原武衡・家衡討伐の際に当地を通り、戦勝祈願をしたと伝わる。1937年（昭和12年）には隣接していた白山神社を合祀し、それまで今戸八幡と呼ばれていた当社が今戸神社と呼ばれるようになった。また現在では浅草名所七福神のひとつ福禄寿も祀っている。
1923年（大正12年）9月1日の関東大震災や、1945年（昭和20年）3月10日の東京大空襲など数々の戦乱や火災に見舞われたが、その都度再建された。現在の社殿は1971年（昭和46年）に建てられたものである。
かつては境内に今戸幼稚園があり、宮司が園長を務めていた。今戸幼稚園は廃園となったが、正門跡が現存している。

### 招き猫発祥の地
当社は招き猫発祥の地のひとつとして浅草寺や浅草神社、世田谷区にある豪徳寺などとともに名乗りをあげている。
江戸時代の地誌『武江年表』または日記『藤岡屋日記』の1852年（嘉永5年）の記述によれば、浅草花川戸に住んでいた老婆が貧しさゆえに愛猫を手放したが、夢枕にその猫が現れ、「自分の姿を人形にしたら福徳を授かる」と言ったので、その猫の姿の人形を今戸焼の焼き物にして浅草寺境内の三社権現（三社様、現：浅草神社）鳥居横で売ったところ、たちまち評判になった（丸〆猫参照）。もっとも同史料は浅草寺や浅草神社に由来するものとしての記録であり、今戸神社（旧：今戸八幡）との結びつきを示すものではない。平成の招き猫ブームと縁結びパワースポットのブームに乗り、当社は招き猫発祥の地として看板を掲げ、多くの招き猫が奉られるようになったが、本殿や境内に安置されている招き猫の形状は江戸明治期の今戸焼の招き猫とは何ら関係のないものであり、考証的には伝統的なものとは全く関わりのない、平成の産物として見る必要がある。なお、本殿に祀られている大型の招き猫や社務所から授与されている土焼き製、磁器製の招き猫ともども形状は、戦後の常滑産招き猫の造形から影響を受けたものと考えられる。
当社の招き猫縁起にちなみ、猫のキャラクターが登場するテレビアニメ『夏目友人帳』シリーズの制作スタッフと声優などの関係者が、当社にてヒット祈願の祈祷を第一期・第二期それぞれ受けた。

### 沖田総司の終焉の地
当社は幕末の著名人である新選組の沖田総司の終焉の地であると称しており、境内にその旨を記した碑が建てられている。これは、当時結核を患っていた沖田を診ていた松本良順が、当時今戸神社を仮の住まいとしていた、とすることからきている。また、新撰組隊士の永倉新八が沖田は松本宅で死亡、と書き残している。ただし当時永倉は江戸に居らず、推測または伝聞で記したものである。
現在の有力な史料においては、沖田は今戸八幡神社に間借りしていた松本の手引きにより千駄ヶ谷の植木屋の柴田平五郎宅の納屋に匿われており、同地で死亡した、とするのが定説である。

### 縁結びの神
戦前合祀された白山神社の祭神に伊弉諾尊・伊弉冉尊の夫婦の神を祀っていることから、縁結びにゆかりがあるとアピールしている。また、絵馬は他の神社では見られない真円形のデザインである。これは縁と円の語呂を掛け合わせたものである。
東京スカイツリータウン前 - 浅草雷門 - 秋葉原駅中央口を結ぶシャトルバス「AKIBA SHUTTLE」の一部車両には当社で祈祷を行ったハート形のつり革が使用されている。

## 祭事
- 1月1日 - 歳旦祭
- 1月15日 - 成人祭
- 2月3日 - 節分祭
- 2月11日 - 紀元祭
- 2月17日 - 祈念祭
- 6月第一土曜・日曜 - 例大祭
- 6月30日 - 大祓式
- 11月15日 - 七五三祭
- 11月23日 - 新嘗祭
- 12月31日 - 大祓式

## 縁結び会
縁結びの神様である伊弉諾尊・伊弉冉尊を祭神に祀っていることもあり、地元氏子などから良縁を求める声が当社に寄せられることが多かった。2008年（平成20年）10月26日から宗教活動の一環として「縁結び会」を不定期に開催している。

## 氏子地域
- 今戸一丁目 2 - 7、16 - 23
- 今戸二丁目 1 - 11、18 - 36
- 東浅草一丁目4 - 5、11 - 19
- 日本堤一丁目 6 - 12、30 - 35
- 千束四丁目 34 - 39、50 - 51

## 交通アクセス
- 浅草駅から徒歩約15分。
- 浅草駅から台東区循環バスめぐりん「北めぐりん」、または都営バス東42乙系統で「リバーサイドスポーツセンター前」停留所より徒歩1分。または浅草駅などから都営バス東42甲系統「浅草七丁目」停留所より徒歩3分。